# Ламбрехтсгаген
Ламбрехтсгаген (нім. Lambrechtshagen) — громада в Німеччині, розташована в землі Мекленбург-Передня Померанія. Входить до складу району Росток. Складова частина об'єднання громад Варнов-Вест.
Площа — 13,52 км2. Населення становить 2891 ос. (станом на 31 грудня 2020).

## Галерея

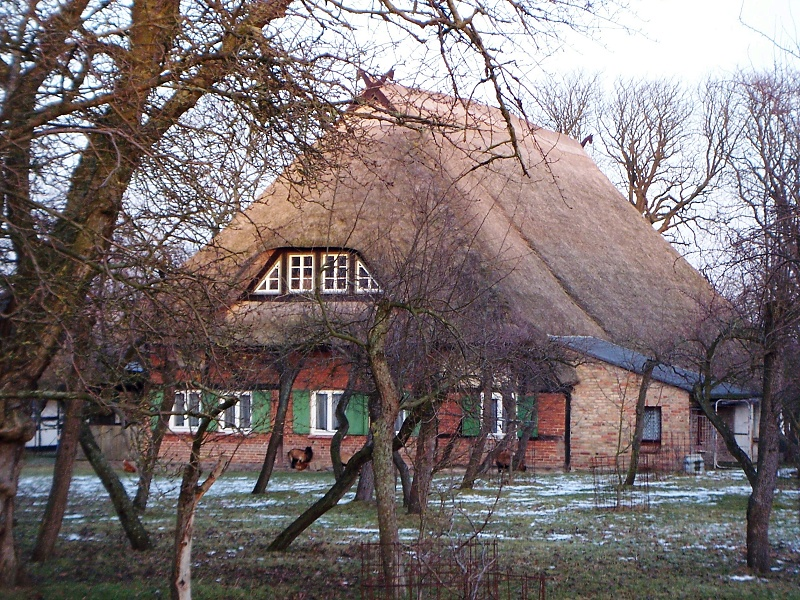
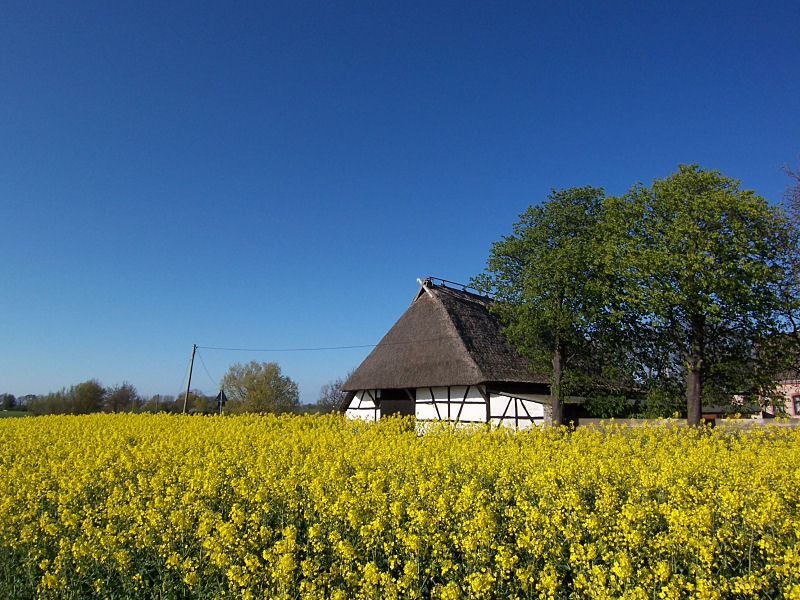
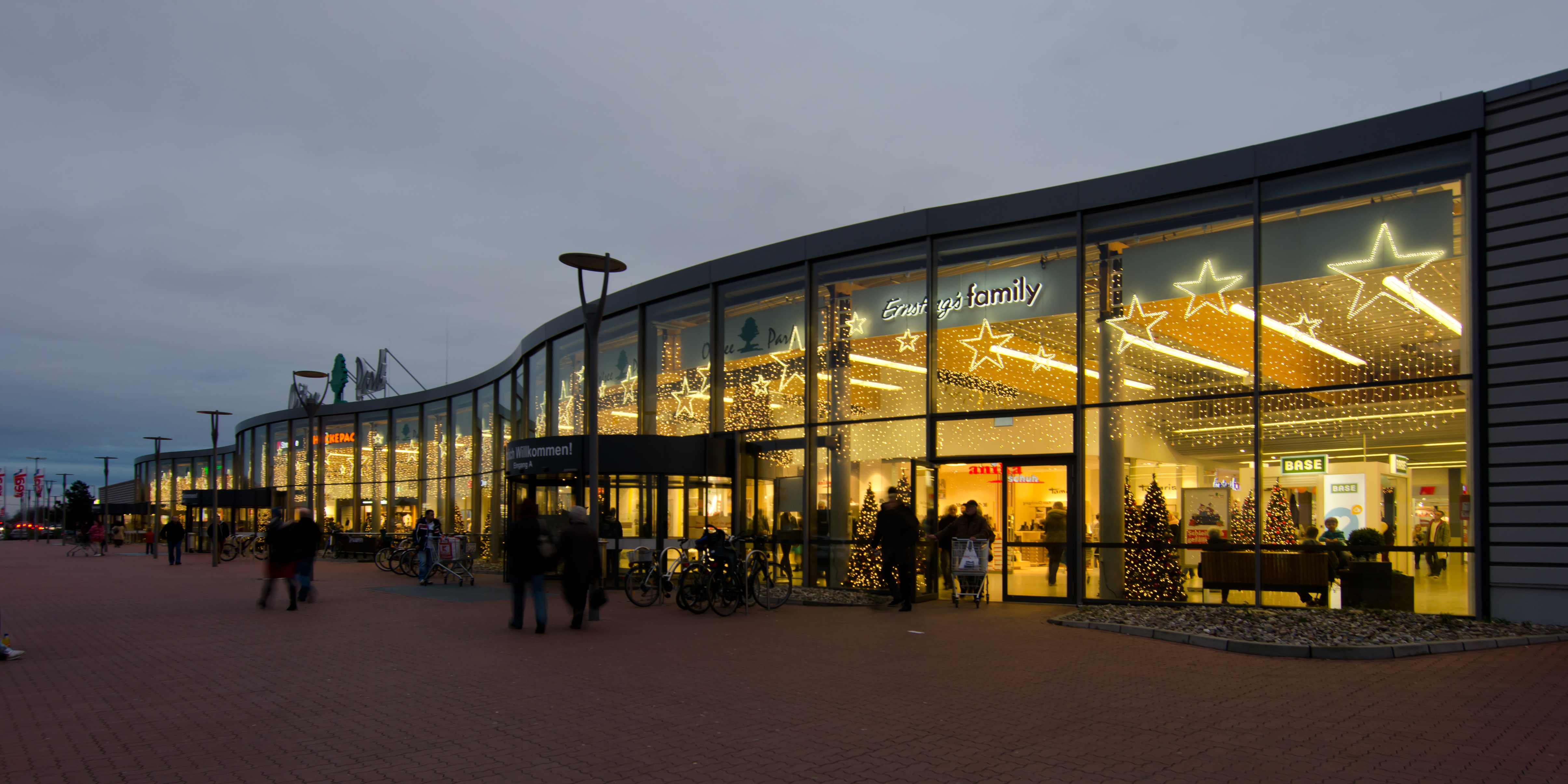
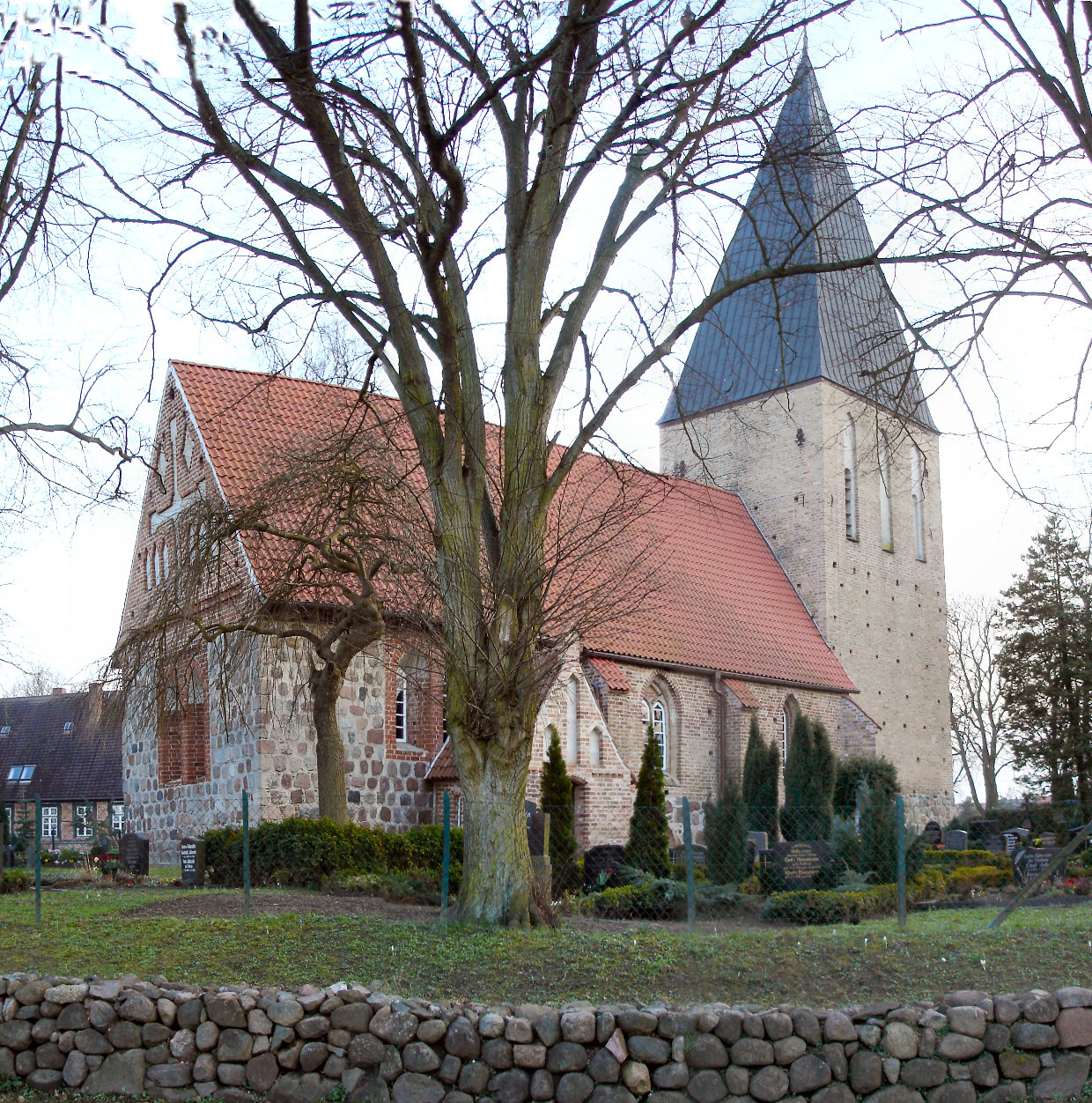